# Lourdes (Colômbia)
Lourdes é um município da Colômbia, localizado no departamento de Norte de Santander.